# Pro League de los Emiratos Árabes Unidos 2019-20
La UAE Pro League 2019-2020 fue la 46ª edición de la UAE Pro League. El 26 de abril de 2019, Khor Fakkan ganó el título de primera división sobre Al-Taawon Club 3-0; esta es su aparición inaugural en la liga profesional como Khor Fakkan Club, como se les conocía anteriormente como Al Khaleej, habiendo estado ausente de la Pro League durante doce años. Más tarde, Hatta Club regresó a la liga profesional después de una victoria por 1-0 ante el Al Hamriyah Club que les aseguró un lugar en la primera división después de ser relegado hace un año. Sarja Football Club son los campeones defensores. La Liga se suspendió en marzo debido a la pandemia de COVID-19, sin embargo, en junio, con la mayoría de votos de 12 de los 14 clubes, la liga fue cancelada y el campeón aún no se ha decidido. El 18 de junio se declaró que esta temporada terminará sin campeón a pesar de que Shabab Al-Ahli Dubai FC lidera la tabla con 43 puntos y los mismos equipos que se clasificaron para la Liga de Campeones de la AFC 2020 se clasificarán para la Liga de Campeones de la AFC 2021.

## Calificaciones continentales
Los dos primeros del campeonato, así como el ganador de la Copa de los EAU se clasifican para la fase de grupos de la Liga de Campeones de la AFC 2021. El tercero del campeonato (o el cuarto si el ganador de la Copa termina entre los tres primeros) debe ir a través de la ronda preliminar.

## Cambios de equipo

### A la División 1
Relegado a la División 1 de los Emiratos Árabes Unidos
- Emirates Club
- Dibba Al Fujairah Club

### De la División 1
Ascendido a la UAE Pro League
- Khor Fakkan Club
- Hatta Club

## Estadios y ubicaciones
Nota: La tabla enumera los clubes en orden alfabético.
| Equipo                  | Ciudad de origen               | Estadio                    | Capacidad |
| ----------------------- | ------------------------------ | -------------------------- | --------- |
| Ajman Club              | Ajman                          | Estadio Ajman              | 5,537     |
| Al-Ain Football Club    | Al Ain                         | Estadio Hazza bin Zayed    | 25,965    |
| Al-Dhafra Club          | Madinat Zayed                  | Estadio Al Dhafra          | 5,020     |
| Al-Jazira Sporting Club | Abu Dabi (Barrio de Al Nahyan) | Estadio Mohammed bin Zayed | 42,056    |
| Al-Nasr Sports Club     | Dubái (Al Nasr, Dubái)         | Estadio Al-Maktoum         | 15,058    |
| Al-Wahda                | Abu Dhabi (Al Nahyan)          | Estadio Al-Nahyan          | 12,201    |
| Al-Wasl Football Club   | Dubai (Zabeel, Dubai)          | Estadio Zabeel             | 8,439     |
| Baniyas Club            | Abu Dhabi (Al Shamkha)         | Estadio Baniyas            | 10,000    |
| Fujairah Football Club  | Fuyaira                        | Estadio Fujairah Club      | 10,645    |
| Hatta Club              | Hatta, Emiratos Árabes Unidos  | Estadio Hamdan Bin Rashid  | 5,000     |
| Al-Ittihad Kalba SC     | Kalba                          | Estadio Ittihad Kalba      | 8,500     |
| Khor Fakkan Club        | Khor Fakkan                    | Estadio SBM Al Qassimi     | 7,500     |
| Shabab Al-Ahli Dubai FC | Dubai (Deira, Dubai)           | Estadio Al-Rashid          | 12,052    |
| Sarja Football Club     | Sharjah                        | Estadio Sharjah            | 20,000    |

## Personal y kits
Nota: Las banderas indican el equipo nacional según se ha definido en las reglas de elegibilidad de la FIFA. Los jugadores pueden tener más de una nacionalidad ajena a la FIFA.
| Equipo                  | Entrenador             | Capitán                     | Fabricante del kit | Patrocinador de la camiseta |
| ----------------------- | ---------------------- | --------------------------- | ------------------ | --------------------------- |
| Ajman Club              | Ayman Elramady         | Rashed Malallah             | Hummel             | Ajman Bank                  |
| Al-Ain Football Club    | Pedro Emanuel          | Mohamed Ismail Ahmed Ismail | Nike               | First Abu Dhabi Bank        |
| Al-Dhafra Club          | Vuk Rašović            | Ahmed Ali                   | Adidas             | Ruwais                      |
| Al-Jazira Sporting Club | Marcel Keizer          | Ali Khaseif                 | Adidas             | Healthpoint                 |
| Al-Nasr Sports Club     | Krunoslav Jurčić       | Álvaro Negredo              | Nike               | Emirates NBD                |
| Al-Wahda                | Manolo Jiménez Jiménez | Ismail Matar                | Adidas             | Cadillac                    |
| Al-Wasl Football Club   | Laurențiu Reghecampf   | Fábio Virginio de Lima      | New Balance        | Emaar Properties            |
| Baniyas Club            | Winfried Schäfer       | Fawaz Awana                 | Adidas             | Secure Engineering          |
| Fujairah Football Club  | Fabio Viviani          | Hilal Saeed                 | Nike               | Asas                        |
| Hatta Club              | Christos Kontis        | Mahmoud Hassan              | Macron             |                             |
| Al-Ittihad Kalba SC     | Jorge da Silva         | Mansoor Al-Balochi          | Erreà              | Desconocido                 |
| Khor Fakkan Club        | Goran Tufegdžić        | Saif Mohammed               | Adidas             | Khor Fakkan Beach Resort    |
| Shabab Al-Ahli Dubai FC | Gerard Zaragoza        | Majed Naser                 | Nike               | Nakheel                     |
| Sarja Football Club     | Abdulaziz Al Yassi     | Shahin Abdulrahman          | Adidas             | Saif Zone                   |

### Jugadores extranjeros
Todos los equipos podían registrar tantos jugadores extranjeros como quisieran, pero solo podían usar cuatro en el campo en cada juego.
- El nombre de los jugadores en negrita indica que el jugador está registrado durante la ventana de transferencia de mitad de temporada.
- Los jugadores en cursiva estaban fuera del equipo o dejaron el club dentro de la temporada, después de la ventana de transferencia de pretemporada o en la ventana de transferencia de mitad de temporada, y al menos tuvieron una aparición.

| Club                    | Jugador 1                   | Jugador 2                    | Jugador 3                        | Jugador 4              | Exjugadores                                                                    |
| ----------------------- | --------------------------- | ---------------------------- | -------------------------------- | ---------------------- | ------------------------------------------------------------------------------ |
| Ajman Club              | Vander Vieira               | Sébastien Siani              | Bubacarr Trawally                | William Owusu          | Tongo Doumbia Godwin Mensha                                                    |
| Al-Ain Football Club    | Kodjo Fo-Doh Laba           | Balázs Dzsudzsák             | Tsukasa Shiotani                 | Bauyrzhan Islamkhan    | Abderrahmane Meziane Caio Canedo Corrêa                                        |
| Al-Dhafra Club          | Yaseen al-Bakhit            | Diego Jardel                 | João Pedro Pereira dos Santos    | Issam El Adoua         | Mikhail Rosheuvel                                                              |
| Al-Jazira Sporting Club | Keno                        | Mourad Batna                 | Miloš Kosanović                  | Thulani Serero         |                                                                                |
| Al-Nasr Sports Club     | Esteban Pavez               | Brandley Kuwas               | Álvaro Negredo                   | Tozé                   |                                                                                |
| Al-Wahda                | Lee Myung-joo               | Rim Chang-woo                | Paul-José M'Poku                 | Gaspar Panadero Zamora | Sebastián Tagliabúe Leonardo da Silva Souza Nicolás Milesi Carlos López Huesca |
| Al-Wasl Football Club   | Lucas Galvão                | Welliton                     | Fernando Gaibor                  | Christian Träsch       | Fábio Virginio de Lima                                                         |
| Baniyas Club            | Richard Almeida de Oliveira | Luiz Antônio de Souza Soares | Zé Roberto                       | Saša Ivković           | Ayanda Patosi Pedro Pérez Conde                                                |
| Fujairah Football Club  | Fernando Gabriel            | Jefferson Assis              | Jhonnattann Benites da Conceiçao | Ernest Asante          | Martial Yao William Jebor                                                      |
| Hatta Club              | Cleylton Santos             | Daniel Amora                 | Neilton                          | Samuel                 | Ricardo Valente Cristian López                                                 |
| Khor Fakkan Club        | Bruno Lamas                 | Dodô                         | Ramon Lopes                      | Ricardinho             | Bismark Ferreira Pedro Júnior Róbson Januário de Paula Temurkhuja Abdukholiqov |
| Al-Ittihad Kalba SC     | Wanderson                   | Ricardo Jorge Pires Gomes    | Navarone Foor                    | Peniel Mlapa           | Henrique Adriano Buss Balázs Dzsudzsák Yaseen al-Bakhit                        |
| Shabab Al-Ahli Dubai FC | Fede Cartabia               | Leonardo da Silva Souza      | Pedro Pérez Conde                | Henrique Luvannor      | Davide Mariani                                                                 |
| Sarja Football Club     | Caio Lucas Fernandes        | Igor Coronado                | Ryan Mendes da Graca             | Otabek Shukurov        | Ricardo Jorge Pires Gomes                                                      |

### Cambios gerenciales
| Equipo                  | Gerente saliente              | Fecha de vacante        | Forma de partida     | Pos.         | Gerente entrante       | Fecha de nombramiento |
| ----------------------- | ----------------------------- | ----------------------- | -------------------- | ------------ | ---------------------- | --------------------- |
| Al-Ain Football Club    | Juan Carlos Garrido Fernández | 1 de junio de 2019      | Despedido            | Pretemporada | Ivan Leko              | 1 de junio de 2019    |
| Al-Wahda                | Henk ten Cate                 | 8 de junio de 2019      | Fin de contrato      | Pretemporada | Maurice Steijn         | 9 de junio de 2019    |
| Hatta Club              | Walid Obaid                   | 8 de junio de 2019      | Fin de contrato      | Pretemporada | Christos Kontis        | 10 de junio de 2019   |
| Al-Jazira Sporting Club | Damiën Hertog                 | 8 de junio de 2019      | Fin de contrato      | Pretemporada | Jurgen Streppel        | 16 de junio de 2019   |
| Fujairah Football Club  | Abdullah Mesfer               | 8 de junio de 2019      | Fin de contrato      | Pretemporada | Madjid Bougherra       | 16 de junio de 2019   |
| Baniyas Club            | Krunoslav Jurčić              | 8 de junio de 2019      | Fin de contrato      | Pretemporada | Winfried Schäfer       | 8 de julio de 2019    |
| Khor Fakkan Club        | Abdulwahab Abdulkadir         | 17 de julio de 2019     | Renuncia             | Pretemporada | Paulo Comelli          | 17 de julio de 2019   |
| Al-Ittihad Kalba SC     | Fabio Viviani                 | 10 de octubre de 2019   | Despedido            | 11           | Jorge da Silva         | 12 de octubre de 2019 |
| Al Jazira               | Jurgen Streppel               | 13 de octubre de 2019   | Despedido            | 7º           | Marcel Keizer          | 13 de octubre de 2019 |
| Al-Nasr Sports Club     | Caio Zanardi                  | 14 de octubre de 2019   | Despedido            | 11           | Krunoslav Jurčić       | 14 de octubre de 2019 |
| Al Wahda                | Maurice Steijn                | 17 de octubre de 2019   | Despedido            | 10º          | Manolo Jiménez Jiménez | 17 de octubre de 2019 |
| Khor Fakkan             | Paulo Comelli                 | 30 de octubre de 2019   | Despedido            | 14           | Goran Tufegdžić        | 31 de octubre de 2019 |
| Al Ain                  | Ivan Leko                     | 21 de diciembre de 2019 | Consentimiento mutuo | 4.º          | Pedro Emanuel          | 5 de enero de 2020    |
| Fujairah                | Madjid Bougherra              | 9 de febrero de 2020    | Consentimiento mutuo | 13           | Fabio Viviani          | 10 de febrero de 2020 |
| Shabab Al-Ahli Dubai FC | Rodolfo Arruabarrena          | 8 de marzo de 2020      | Despedido            | Primero      | Gerard Zaragoza        | 9 de marzo de 2020    |

## Tabla de la liga
| Pos. | Equipo                  | Pts. | PJ | G  | E | P  | GF | GC | Dif. | Clasificación o descenso                                                  |
| ---- | ----------------------- | ---- | -- | -- | - | -- | -- | -- | ---- | ------------------------------------------------------------------------- |
| 1    | Shabab Al-Ahli Dubai FC | 43   | 19 | 13 | 4 | 2  | 42 | 13 | +29  | Clasificación para la Liga de Campeones de la AFC 2021                    |
| 2    | Al-Ain Football Club    | 37   | 19 | 11 | 4 | 4  | 46 | 21 | +25  | Clasificación para la ronda de play-off de la Liga de Campeones de la AFC |
| 3    | Al-Jazira Sporting Club | 36   | 19 | 11 | 3 | 5  | 29 | 17 | +12  |                                                                           |
| 4    | Sarja Football Club     | 35   | 19 | 10 | 5 | 4  | 38 | 23 | +15  | Clasificación para la Liga de Campeones de la AFC 2021                    |
| 5    | Al-Wahda                | 35   | 19 | 11 | 2 | 6  | 31 | 29 | +2   | Clasificación para la ronda de play-off de la Liga de Campeones de la AFC |
| 6    | Al-Nasr Sports Club     | 31   | 19 | 9  | 4 | 6  | 24 | 19 | +5   |                                                                           |
| 7    | Al-Dhafra Club          | 29   | 19 | 9  | 2 | 8  | 26 | 23 | +3   |                                                                           |
| 8    | Al-Wasl Football Club   | 29   | 19 | 8  | 5 | 6  | 31 | 33 | −2   |                                                                           |
| 9    | Baniyas Club            | 23   | 19 | 6  | 5 | 8  | 21 | 26 | −5   |                                                                           |
| 10   | Ajman Club              | 18   | 19 | 4  | 6 | 9  | 25 | 39 | −14  |                                                                           |
| 11   | Al-Ittihad Kalba SC     | 16   | 19 | 5  | 1 | 13 | 24 | 39 | −15  |                                                                           |
| 12   | Khor Fakkan Club        | 15   | 19 | 3  | 6 | 10 | 18 | 32 | −14  |                                                                           |
| 13   | Hatta Club              | 13   | 19 | 3  | 4 | 12 | 15 | 32 | −17  |                                                                           |
| 14   | Fujairah Football Club  | 12   | 19 | 3  | 3 | 13 | 15 | 36 | −21  |                                                                           |

 Fuente: Arabian Gulf League
Criterios de clasificación:  1) puntos; 2) diferencia de goles cara a cara; 3) goles cara a cara marcados; 4) goles fuera de casa cara a cara; 5) diferencia de goles; 6) número de goles marcados; 7) número de goles marcados fuera de casa; 8) puntos de cabeza a cabeza; 9) ranking de juego limpio 10) empate

## Resultados
| Local \ Visitante       | AJM | AIN | DHA | JAZ | NAS | WAH | WAS | YAS | FUJ | HAT | KAL | KHF | SAD | SHR |
| ----------------------- | --- | --- | --- | --- | --- | --- | --- | --- | --- | --- | --- | --- | --- | --- |
| Ajman Club              |     | 1–4 | 1–2 | 1–1 | 3–1 | 2–4 | 1–0 | 1–4 | —   | 3–1 | —   | 1–1 | 2–5 | —   |
| Al-Ain Football Club    | —   |     | 1–2 | 0–0 | 2–2 | —   | 5–0 | —   | 2–1 | 2–1 | 3–2 | —   | 1–2 | 1–1 |
| Al-Dhafra Club          | 1–0 | —   |     | 0–1 | 2–1 | 1–2 | 1–3 | 1–1 | 3–1 | —   | 1–1 | —   | 0–1 | 3–1 |
| Al-Jazira Sporting Club | —   | 3–1 | 2–0 |     | 1–2 | 0–1 | —   | —   | 1–0 | —   | 3–2 | 0–1 | 0–0 | 0–2 |
| Al-Nasr Sports Club     | 0–1 | —   | 1–2 | —   |     | 3–0 | 0–0 | 0–1 | 1–0 | —   | 2–0 | 1–0 | 1–0 | 1–3 |
| Al-Wahda                | 1–0 | 0–2 | 3–1 | 3–2 | 1–3 |     | 2–2 | 3–0 | 2–1 | 2–0 | —   | 2–2 | —   | —   |
| Al-Wasl Football Club   | 1–1 | 1–3 | 2–1 | 0–4 | 0–0 | —   |     | 5–1 | 3–2 | 3–1 | 2–0 | —   | —   | 1–5 |
| Baniyas Club            | 2–2 | 0–0 | 1–0 | 1–2 | —   | 4–3 | —   |     | —   | 1–0 | 2–1 | 1–1 | 0–1 |     |
| Fujairah Football Club  | 1–1 | 1–7 | —   | —   | —   | 1–0 | —   | 1–0 |     | 0–1 | 0–1 | 2–1 | 0–0 | 0–3 |
| Hatta Club              | —   | 0–3 | 1–2 | 0–2 | 1–2 | —   | 2–3 | —   | —   |     | 1–0 | 1–1 | 0–3 | 2–2 |
| Al-Ittihad Kalba SC     | 6–2 | 1–4 | —   | 1–2 | —   | 1–2 | —   | 2–1 | 1–0 | 0–1 |     | 3–2 | —   | 1–3 |
| Khor Fakkan Club        | —   | 0–3 | 0–2 | 1–3 | 0–1 | —   | 1–3 | 2–1 | 2–2 | 1–1 | —   |     | 0–2 | 2–1 |
| Shabab Al-Ahli Dubai FC | 3–1 | —   | —   | 1–2 | 2–2 | 4–0 | 1–1 | 2–0 | 5–1 | 1–0 | 5–0 | —   |     | 3–2 |
| Sarja Football Club     | 1–1 | 3–2 | —   | —   | —   | 1–2 | 2–1 | 0–0 | 2–1 | 1–1 | 3–1 | 2–0 | —   |     |

## Estadísticas de temporada

### Mejores goleadores
| Rango | Jugador                       | Club           | Goles |
| ----- | ----------------------------- | -------------- | ----- |
| 1     | Kodjo Fo-Doh Laba             | Al Ain         | 19    |
| 2     | Sebastián Tagliabúe           | Al Wahda       | 15    |
| 3     | Ahmed Khalil                  | Shabab Al Ahli | 13    |
| 3     | Ali Mabkhout                  | Al Jazira      | 13    |
| 5     | Fábio Virginio de Lima        | Al Wasl        | 12    |
| 5     | João Pedro Pereira dos Santos | Al Dhafra      | 12    |
| 7     | Ryan Mendes da Graca          | Sharjah        | 11    |
| 7     | Peniel Mlapa                  | Kalba          | 11    |
| 9     | Welliton                      | Al Wasl        | 9     |
| 10    | Álvaro Negredo                | Al Nasr        | 8     |

### Hat-tricks
| Jugador                | Para           | Contra      | Resultado | Fecha                   | Ronda |
| ---------------------- | -------------- | ----------- | --------- | ----------------------- | ----- |
| Pedro Pérez Conde4     | Baniyas        | Al Wahda    | 4–3 (L)   | 04 de octubre de 2019   | 3     |
| Kodjo Fo-Doh Laba4     | Al Ain         | Fujairah    | 7–1 (V)   | 25 de octubre de 2019   | 5     |
| Ali Mabkhout           | Al Jazira      | Al Wasl     | 4–0 (V)   | 20 de diciembre de 2019 | 10    |
| Ahmed Khalil           | Shabab Al Ahli | Kalba       | 5–0 (L)   | 28 de diciembre de 2019 | 11    |
| Fábio Virginio de Lima | Al Wasl        | Baniyas     | 5–1 (L)   | 2 de enero de 2020      | 12    |
| Kodjo Fo-Doh Laba      | Al Ain         | Khor Fakkan | 3–0 (V)   | 23 de enero de 2020     | 13    |

Notas
4 El jugador anotó 4 goles
(L) – Equipo local
(V) – Equipo visitante

### Posiciones por ronda
| Equipo ╲ Jornada        | 1                       | 2  | 3  | 4  | 5  | 6  | 7  | 8  | 9  | 10 | 11 | 12 | 13 | 14 | 15 | 16 | 17 | 18 | 19 |   |
| ----------------------- | ----------------------- | -- | -- | -- | -- | -- | -- | -- | -- | -- | -- | -- | -- | -- | -- | -- | -- | -- | -- | - |
| Equipo ╲ Jornada        | Shabab Al-Ahli Dubai FC | 1  | 1  | 2  | 2  | 3  | 2  | 2  | 2  | 2  | 2  | 1  | 1  | 1  | 1  | 1  | 1  | 1  | 1  | 1 |
| Al-Ain Football Club    | 4                       | 3  | 4  | 3  | 2  | 3  | 3  | 3  | 3  | 4  | 4  | 5  | 2  | 3  | 2  | 2  | 2  | 2  | 2  |   |
| Al-Jazira Sporting Club | 2                       | 5  | 7  | 4  | 4  | 4  | 5  | 4  | 4  | 3  | 3  | 4  | 4  | 2  | 4  | 3  | 4  | 3  | 3  |   |
| Sarja Football Club     | 3                       | 2  | 1  | 1  | 1  | 1  | 1  | 1  | 1  | 1  | 2  | 2  | 3  | 4  | 3  | 5  | 3  | 4  | 4  |   |
| Al-Wahda                | 11                      | 6  | 10 | 11 | 8  | 6  | 6  | 7  | 8  | 6  | 8  | 8  | 8  | 7  | 5  | 4  | 6  | 5  | 5  |   |
| Al-Nasr Sports Club     | 8                       | 9  | 11 | 9  | 7  | 5  | 4  | 5  | 5  | 5  | 5  | 3  | 6  | 5  | 6  | 7  | 7  | 7  | 6  |   |
| Al-Dhafra Club          | 13                      | 11 | 8  | 6  | 5  | 9  | 11 | 8  | 9  | 7  | 6  | 6  | 5  | 6  | 7  | 6  | 5  | 6  | 7  |   |
| Al-Wasl Football Club   | 9                       | 10 | 13 | 14 | 12 | 8  | 8  | 6  | 6  | 8  | 7  | 7  | 7  | 8  | 8  | 8  | 8  | 8  | 8  |   |
| Baniyas Club            | 7                       | 8  | 6  | 8  | 9  | 10 | 10 | 10 | 7  | 9  | 10 | 11 | 9  | 9  | 9  | 9  | 9  | 9  | 9  |   |
| Ajman Club              | 6                       | 4  | 3  | 5  | 6  | 7  | 7  | 11 | 12 | 11 | 9  | 10 | 10 | 10 | 10 | 10 | 10 | 10 | 10 |   |
| Al-Ittihad Kalba SC     | 10                      | 14 | 14 | 12 | 13 | 11 | 12 | 9  | 10 | 10 | 11 | 9  | 11 | 11 | 11 | 11 | 11 | 11 | 11 |   |
| Khor Fakkan Club        | 12                      | 12 | 12 | 13 | 14 | 14 | 14 | 14 | 14 | 14 | 14 | 14 | 14 | 14 | 14 | 14 | 12 | 12 | 12 |   |
| Hatta Club              | 14                      | 13 | 9  | 10 | 11 | 13 | 9  | 12 | 11 | 13 | 13 | 13 | 13 | 13 | 13 | 12 | 13 | 13 | 13 |   |
| Fujairah Football Club  | 5                       | 7  | 5  | 7  | 10 | 12 | 13 | 13 | 13 | 12 | 12 | 12 | 12 | 12 | 12 | 13 | 14 | 14 | 14 |   |

## Asistencias

### Por ronda
| Ronda   | Total   | JJ. | Promedio Por juego |
| ------- | ------- | --- | ------------------ |
| Ronda 1 | 21,890  | 7   | 3,127              |
| Ronda 2 | 15,662  | 7   | 2,237              |
| Ronda 3 | 17,689  | 7   | 2,527              |
| Ronda 4 | 9,702   | 7   | 1,386              |
| Ronda 5 | 8,339   | 7   | 1,191              |
| Ronda 6 | 24,009  | 7   | 3,429              |
| Ronda 7 | 15,341  | 7   | 2,191              |
| Ronda 8 | 0       | 0   | 0                  |
| Total   | 112,632 | 49  | 2,299              |

## Número de equipos por emiratos
|   | Emirato            | Número de equipos | Equipos                                            |
| - | ------------------ | ----------------- | -------------------------------------------------- |
| 1 | Abu Dabi           | 5                 | Al Ain, Al Jazira, Al Wahda, Baniyas and Al Dhafra |
| 2 | Dubái              | 4                 | Shabab Al Ahli, Al Nasr, Al Wasl and Hatta         |
| 3 | Sharjah            | 3                 | Sharjah, Kalba and Khor Fakkan                     |
| 4 | Ajman              | 1                 | Ajman                                              |
| 4 | Emirato de Fuyaira | 1                 | Fujairah                                           |